# Dabajuro (Venezuela)
Pour les articles homonymes, voir Dabajuro.
Dabajuro est le chef-lieu de la municipalité de Dabajuro dans l'État de Falcón au Venezuela.